# عباس قدرتی زوارم
عباس قدرتی زوارم (زاده ۴ شهریور ۱۳۶۸) نمایندهٔ دورهٔ دوازدهم مجلس شورای اسلامی از حوزه انتخابیه شیروان در استان خراسان شمالی است که با کسب ۱۴٫۹۶۵ رای به مجلس شورای اسلامی راه پیدا کرد.
قدرتی زوارم دارای دکتری حسابداری از دانشگاه آزاد اسلامی واحد بابل (۱۳۹۸)، کارشناسی ارشد حسابداری دانشگاه آزاد اسلامی واحد نیشابور (۱۳۹۴)، کارشناسی حسابداری جهاد دانشگاهی (۱۳۹۱) و کاردانی حسابداری دانشگاه آزاد اسلامی واحد شیروان (۱۳۸۹) است. وی پیش تر استاد دانشگاه آزاد واحد الکترونیک تهران، دانشکده سما شیروان و مؤسسه آموزش عالی اشراق بود. همچنین از سال ۱۳۹۹ در اداره کل امور اقتصادی و دارایی خراسان شمالی فعالیت می‌کند.
او در سال ۱۴۰۴ با فاطمه جراره، نمایندهٔ دورهٔ دوازدهم مجلس از حوزه انتخابیه بندرعباس، قشم، ابوموسی، حاجی‌آباد و خمیر، ازدواج کرد. این دو پنجمین زوجی هستند که هر دو سابقه نمایندگی در مجلس شورای اسلامی را داشتند.